# Вседорожник
Вседоро́жник (англ. all-road vehicle) — обобщённое название для транспортных средств повышенной проходимости всех категорий, кроме предназначенных для эксплуатации только вне дорог (например, в карьерах). Ко вседорожникам не относятся транспортные средства специального назначения на колёсах низкого давления, гусеницах, шнеках и прочие. Вседорожники не следует путать с внедорожниками, поскольку термин «вседорожник» подразумевает эксплуатацию на любых дорогах, но не вне дорог.
В Большой советской энциклопедии в статье «Автомобиль» упоминается понятие внедорожный как синонимичное понятию карьерный:
По проходимости Автомобили разделяются на дорожные, внедорожные (карьерные) и Автомобили повышенной и высокой проходимости. … Внедорожные, имеющие увеличенные габаритные размеры и осевые нагрузки, могут использоваться только на специальных дорогах, например в карьерах.
По мнению журнала «За рулём», называть обычные транспортные средства «внедорожниками» не совсем корректно, так как настоящим внедорожникам не разрешено передвижение по дорогам общего пользования. В современных словарях слово «внедорожник» определяется как «автомобиль повышенной проходимости».

## История
Название „Джип“ появилось в годы Второй мировой войны как прозвище лёгких многоцелевых военных автомобилей „Виллис-МВ“ (Willys) и однотипных с ними машин „Форд GPW“ (Ford). В послевоенные годы оно стало торговой маркой новых поколений гражданских и армейских машин фирмы „Виллис“ из Толидо, официально зарегистрированной 30 июня 1950 г.Джип — Энциклопедия военных автомобилей
Первый массовый армейский полноприводный автомобиль-вседорожник с зависимой подвеской всех колёс и упрощённым открытым кузовом с вырезами вместо дверей (тип ранэбаут — runabout) был создан уже после начала Второй мировой войны фирмами American Bantam, Willys-Overland и Ford Motor по тендеру американской армии. Машины, выпускавшиеся Ford получили наименование GPV (General Purpose Vehicle), то есть, «Автомобиль общего назначения». По первым буквам («Джи-Пи») солдаты окрестили их джипами. Стоит отметить, что в Советском Союзе во время войны все легковые американские автомобили такого типа назывались «виллисами» (вне зависимости от того, кем были реально произведены: Willys или Ford), а после войны за таким типом автомобилей закрепилось удобное в произношении и написании слово джип, а термин «вседорожник» (вариант «внедорожник») был придуман и внедрён в обиход в начале 1990-х рядом популярных автомобильных изданий, чтобы не создавать проблем с корпорацией «Крайслер», владеющей торговой маркой Jeep.
В СССР в 1941—1945 годах ограниченной серией выпускался первый в мире полноприводный седан ГАЗ-61-73 с комфортабельным закрытым кузовом от «Эмки», а с лета 1941 года — первый советский вседорожник ГАЗ-64, прозванный фронтовиками «иван-виллис» за сходство с оригиналом Willys MA образца 1941 года, поставлявшимся в СССР по Ленд-лизу в начальный период Великой Отечественной войны. За годы Второй мировой войны вседорожники стали одними из самых распространённых военных автомобилей в армиях Союзников, а общий тираж их выпуска достиг 620 тыс. экз.
После войны к конверсионной версии вседорожника, получившей торговую марку Jeep CJ2A (индекс CJ от Civilian Jeep — гражданский джип), во всём мире проявили интерес силовые структуры, включая военных, полицию, пожарных, лесников, а также гражданский сектор в лице фермеров, геологов, медиков, охотников, туристов и прочих. В ряде стран начался выпуск собственных моделей-подражаний, например, английского Land Rover образца 1948 года.Одной из отличительных черт автомобиля был материал: в 1947 году выпуск истребителей и бомбардировщиков резко снизился, на складах скопилось огромное количество алюминия, который стоил дешевле стали. Этот алюминий, отличавшийся коррозийной стойкостью, и стал первым материалом для машин Land Rover. Таким образом, машина с самого первого дня существования стала ассоциироваться с выносливостью и прочностью. Постепенно конструкция вседорожника становилась более зрелой. Так, в США с 1947 года на базе Jeep CJ3 начали выпуск цельнометаллического трёхдверного универсала Jeep 463, а также 3/4-тонного пикапа Jeep Truck. На рубеже 1950-190-х годов в США появились полноприводные версии комфортабельных универсалов (англ. station wagon) с рамными шасси от пикапов, например, Chevrolet Suburban 1958 года и Jeep Wagoneer 1962 года.
В СССР и Западной Европе в конце 1950-х была мода на создание полноприводных моделей повышенной проходимости на базе обычных легковых седанов и универсалов с усиленными несущими кузовами: ГАЗ-М72, МЗМА-410 и −411 «Москвич», Citroen 2CV Sahara (кстати, двухдвигательный), Renault Nomad и так далее.
В конце 1960-х в США появился первый «спортивно-утилитарный автомобиль» (SUV) — Chevrolet Blazer 1969 года, отличавшийся несколько более компактными размерами в сравнении с универсалом Suburban и съёмной пластиковой крышей. Первый европейский комфортабельный рамный вседорожник Range Rover с постоянным полным приводом, получивший прозвище «фермер во фраке» за свою престижность и проходимость, был представлен фирмой Land Rover в 1970 году.
В 1977 году в СССР был запущен в массовое производство первый в мире компактный вседорожник с несущим кузовом и постоянным полным приводом ВАЗ-2121 «Нива». Эта революционно недорогая, экономичная и комфортабельная модель получила признание во всём мире (смотри «Нива». Мировое признание и экспорт.) и фактически вызвала появление нового класса компактных вседорожников в Японии и США.
С середины 1980-х до середины 2000-х годов на североамериканском рынке доля автомобилей типа SUV, классифицируемых в США как Light Truck, то есть «лёгкие грузовики», постоянно увеличивалась, но в последние годы их вытесняют более экономичные и безопасные кроссоверы. В настоящее время на мировом рынке лишь единичные известные автобрэнды не предлагают автомобили типа SUV или SAV (англ. Sport Activity Vehicle).